# Foreste palustri del Congo orientale
Le foreste palustri del Congo orientale sono un'ecoregione dell'ecozona afrotropicale, definita dal WWF (codice ecoregione: AT0110), situata nella Repubblica Democratica del Congo. Forma, insieme all'ecoregione delle foreste di pianura del Congo centrale, la regione denominata foreste umide del Congo centrale, inclusa nella lista Global 200.

## Territorio
È un'ecoregione di foresta pluviale che si estende su una superficie di 92.700 km² lungo la sponda sinistra del fiume Congo e dei suoi affluenti; ha la forma di un grande arco situato nella parte centrale del bacino del Congo. Entro i confini di questa regione si trovano le cascate Stanley, situate nei pressi di Kisangani. Dal punto di vista morfologico, l'area è quasi interamente pianeggiante ed è situata tra i 300 e i 400 m di altitudine. Il clima è tropicale umido, con precipitazioni medie annue di oltre 2000 mm e temperature massime che superano i 30 °C. Le minime oscillano tra i 18 e i 21 °C. Le stagioni variano poco tra l'una e l'altra, in quanto l'area è situata nei pressi dell'equatore, e il livello di umidità è elevato.

## Flora
La foresta è costituita da un mosaico di foreste paludose e savane che vengono inondate stagionalmente dal Congo e dai suoi affluenti. Le foreste paludose sono caratterizzate da specie come Guibourtia demeusei, Mitragyna sp., Symphonia globulifera, Entandrophragma palustre, Uapaca heudelotii, Sterculia subviolacea, Alstonia congensis e specie dei generi Manilkara e Garcinia. Le regioni palustri perennemente inondate ospitano boschetti di palme Raphia, che possono essere anche molto estesi. Nelle foreste che sorgono lungo gli argini dei fiumi vive una grande varietà di liane, come Gilbertiodendron dewevrei e Daniellia pynaertii. Le aree aperte sono la dimora di orchidee terricole giganti (Eulophia porphyroglossa) e lungo gli argini crescono piante di Marantochloa.

## Fauna
La regione non è ancora stata studiata approfonditamente dagli zoologi, ma in base alle conoscenze attuali sappiamo che ospita elefanti di foresta (Loxodonta africana cyclotis), il cui numero è stato di gran lunga ridotto a causa del bracconaggio, specialmente nei pressi dei fiumi più grandi, e alcuni primati, tra cui il raro bonobo (Pan paniscus). Il Congo costituisce una barriera naturale per gli spostamenti della fauna selvatica e molte specie si incontrano unicamente su questo versante a sud del fiume, tra cui molti primati: oltre al bonobo, il colobo dell'Angola (Colobus angolensis), il cercopiteco coronato di Wolf (Cercopithecus wolfi), il cercocebo dal ventre dorato (Cercocebus chrysogaster), il cercocebo dal ciuffo (Lophocebus aterrimus), il cercopiteco nano del sud (Miopithecus talapoin) e il cercopiteco dryas (Cercopithecus dryas). Tra i mammiferi quasi endemici figurano il topo dal pelo a spazzola di Hutterer (Lophuromys huttereri), il pipistrello striato di Allen (Chalinolobus alboguttatus) e il topo dal pelo morbido di Muton (Praomys mutoni). Queste foreste pluviali sono ricche di avifauna, tra i cui rappresentanti ricordiamo la nettarinia del Congo (Cinnyris congensis), la rondine di fiume africana (Pseudochelidon eurystomina) e il topino del Congo (Riparia congica). Tra i rappresentanti endemici dell'erpetofauna figurano una piccola specie di rana (Cryptothylax minutus), un camaleonte (Trioceros chapini), una lucertola muraiola (Gastropholis tropidopholis), un serpente (Polemon robustus) e un'anfisbena (Zygaspis dolichomenta).

## Conservazione

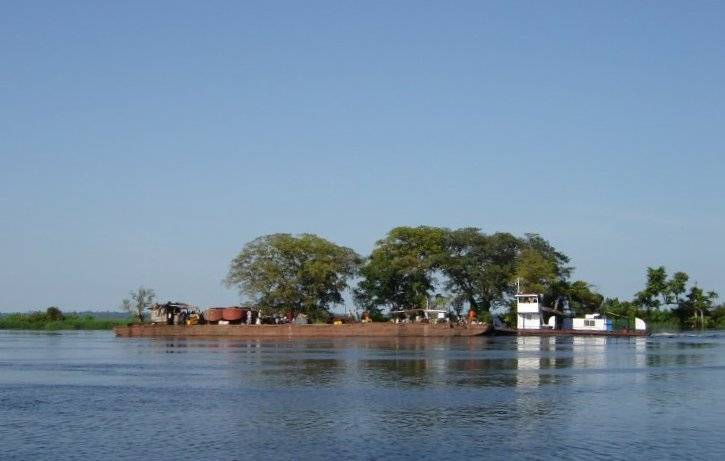
Imbarcazioni solcano il fiume Congo

Il fiume Congo permette l'accesso a queste foreste, che vengono così raggiunte dai taglialegna e dai bracconieri, che cacciano soprattutto gli elefanti di foresta. Tra le aree protette della regione figurano il vastissimo parco nazionale di Salonga e la riserva naturale di Lomako-Yokokala.